# فرانك كودري

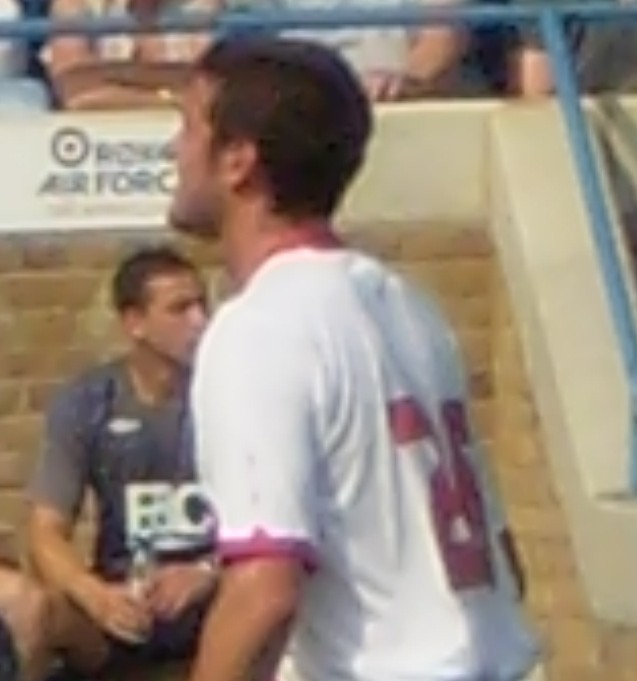
فرانك كودري

فرانك كودري (بالفرنسية: Franck Queudrue)‏، من مواليد 27 أغسطس 1978 في باريس في فرنسا، لاعب كرة قدم فرنسي.
بدأ مسيرته الكروية مع نادي لينس في عام 1999، ولعب معهم حتى عام 2002، وشارك معهم في 41 مباراة وسجل هدفين، وفي عام 2001 انتقل إلى نادي مدلزبرة الإنجليزي، ولعب معهم حتى عام 2006، وشارك معهم في 150 مباراة وسجل 11 هدف، ومنذ عام 2006 وهو يلعب مع نادي فولهام الإنجليزي.

## روابط خارجية
- فرانك كودري على موقع رابطة كرة القدم الفرنسية للمحترفين (الإنجليزية)
- فرانك كودري على موقع قاعدة بيانات كرة القدم.إي يو (الإنجليزية)
- فرانك كودري على موقع Soccerbase.com (لاعب) (الإنجليزية)
- فرانك كودري على موقع عالم كرة القدم.نت (الإنجليزية)
- فرانك كودري على موقع كووورة